# Y học thể thao
Y học thể thao là một nhánh trong y học có nhiệm vụ giải quyết các vấn đề sức khỏe thể chất và việc điều trị cũng như phòng chống các chấn thương liên quan tới thể dục và thể thao. Mặc dù từ lâu các đội thể thao đã sử dụng các bác sĩ chuyên khoa nhưng phải tới cuối thế kỷ 20 y học thể thao mới trở thành một lĩnh vực riêng biệt trong chăm sóc sức khỏe.

## Phạm vi

Bác sĩ điều trị cho một vận động viên

Bác sĩ trong ngành y học thể dục thể thao là các bác sĩ chuyên khoa đã tốt nghiệp trường y và đã hoàn thành các thực tập nội trú thích hợp và sau đó tập trung chuyên môn vào y học thể thao. Chuyên môn y học thể thao có thể là chuyên môn chính của bác sĩ (như ở Úc, Hà Lan, Na Uy hay Ý). Nó cũng có thể là chuyên ngành phụ sau khi tập trung chuyên môn vào y học thể chất và phục hồi chức năng (physiatry) hay phẫu thuật chỉnh hình. Cách tiếp cận khác nhau phản ánh nền y học của các quốc gia khác nhau.
Trong chuyên môn điều trị cho các vận động viên cũng như các cá nhân thường xuyên hoạt động thể chất, các bác sĩ chuyên khoa thể dục thể thao (TDTT) phải có kiến thức sâu rộng về y học hệ cơ và xương. Các bác sĩ sẽ không chỉ điều trị các chấn thương ở cơ bắp, dây chằng, gân và xương, mà còn các điều trị các căn bệnh mãn tính có thể ảnh hưởng tới khả năng thể chất như hen suyễn và tiểu đường. Họ cũng phải đưa ra lời khuyên về kiểm soát và phòng ngừa chấn thương.
Các bác sĩ chuyên khoa về y học TDTT chẩn đoán và điều trị các tình trạng sức khỏe mà những người tập thể dục hay vân động viên thường gặp phải. Do đó phần lớn thời gian của họ là dành cho việc điều trị các chấn thương cơ và xương, tim học thể thao, hội chứng kém hiệu quả không rõ nguyên nhân, co thắt phế quản khi gắng sức, sàng lọc các các bất thường tim mạch và tiểu đường trong thể thao. Thêm vào đó các bác sĩ thuộc một nhóm làm việc trong thể thao đỉnh cao thường đóng vai trò trong y học hiệu suất, nhân tố duy trì và giám sát sinh lý của một vận động viên, điều chỉnh các bất thường nhằm đạt hiệu quả thể chất tối đa.
Các cố vấn y học TDTT cũng cung cấp các biện pháp can thiệp hoạt động thể chất lâm sàng, loại bỏ gánh nặng bệnh tật liên quan trực tiếp tới sự lười vận động và bằng chứng thuyết phục về hiệu quả của tập thể dục trong phòng chống bệnh tập ba cấp độ là một, hai và ba.

### Y học thể dục
Bản báo cáo The Foresight Report ban hành bởi văn phòng khoa học chính phủ Anh vào tháng 10 năm 2007, nhấn mạnh chi phí y tế và kinh tế của một quốc gia nếu người dân tiếp tục duy trì việc lười vận động. Họ dự báo rằng các chi phí do sự lười tập thể dục gây ra sẽ là 10 tỉ bảng Anh mỗi năm trước năm 2050 trong khi chi phí lớn hơn cho xã hội và các ngành kinh doanh sẽ là 49,9 tỉ. Sự lười biếng dẫn tới bệnh tật là không tránh khỏi và họ dự báo cái giá phải trả cho tác động của tình trạng này sẽ biến động trong tương lai. Chưa có nhóm chuyên gia y khoa nào hiện nay được trang bị các kĩ năng và được đào tạo để đương đầu với thách thức này
Khái niệm Exercise as Health hay Exercise is Medicine™ đang dần trở nên quan trọng. Các bác sĩ chuyên khoa y học thể dục thể thao có thể xác định các căn bệnh đi kèm của bệnh nhân, thực hiện việc kiểm tra vận động và cung cấp kế hoạch vận động, cùng với một chương trình thúc đẩy và các lớp thể dục.

### Y tế công cộng
Các bác sĩ chuyên khoa y học thể dục thể thao thường xuyên tham gia vào việc quảng bá các lợi ích trị chữa bệnh của tập thể dục và thể thao đối với các cá nhân và các cộng đồng. Các bác sĩ chuyên khoa y học thể dục thể thao ở Anh dành ra một giai đoạn thực tập của họ trong lĩnh vực y tế công cộng, và đưa ra lời khuyên cho các bác sĩ y tế công cộng về các vấn đề liên quan tới khuyến khích hoạt động thể chất.

### Các chấn thương thường gặp
Chấn thương sọ não – gây ra bởi va chạm nghiêm trọng ở vùng đầu khiến não bị rung lắc mạnh bên trong hộp sọ, các tế bào thần kinh cùng đồng loạt phát điện thế hoạt động
Chuột rút – cơn đau dữ dội đột ngột gây ra do một cơ bị co thắt.
Bong gân dây chằng chéo trước – Dây chằng chéo trước là một trong bốn dây chằng đầu gối quan trọng, có nhiệm vụ ổn định đầu gối. Sự đứt dây chằng chéo trước có thể xảy ra khi đầu gối bị trẹo.
Rách dây chằng chéo trước – Rách dây chằng chéo trước gây ra đau đớn nghiêm trọng và khiến đầu gối "ngừng hoạt động".
Bong gân mắt cá chân – Các dây chằng giữ các xương mắt cá đúng vị trí có thể căng quá mức.
Đau xương cẳng chân – Mô gắn cơ cẳng chân với xương cẳng chân có thể tách ra khỏi xương, hoặc có thể bị viêm vì hoạt động quá mức.
Căng cơ – Các vết rách cơ gây đau đớn hoặc làm mất chức năng của cơ.